# 디지털화

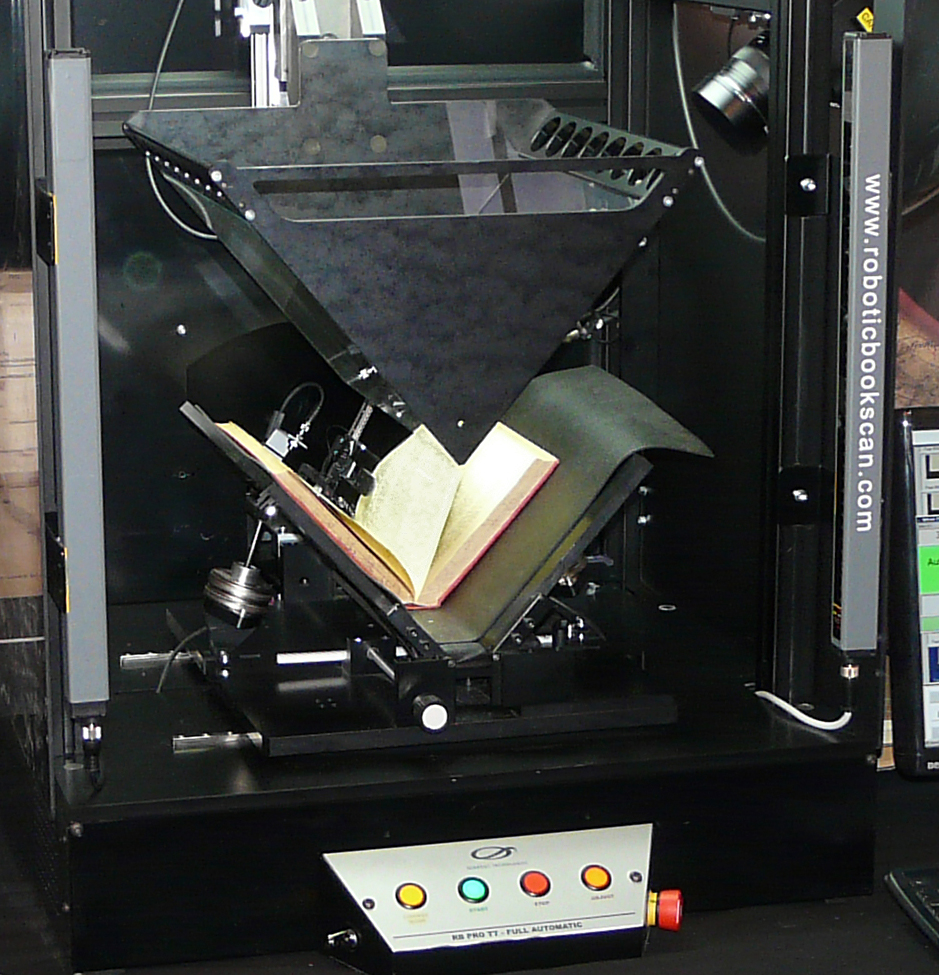

디지털화(문화어: 수자화), 디지타이징(digitizing), 수치화, 계수화는 물체, 사진, 소리, 문서, 신호를 점이나 표본의 고립 집합을 말한다. 이에 대한 결과를 해당 물체, 디지털 형태, 또 신호에 대하여 디지털 표현, 더 구체적으로 말해 디지털 영상이라 부른다. 디지타이저(digitizer)는 그림이나 도표, 설계 화면의 좌표를 검출하여 컴퓨터에 입력하는 장치로, X, Y축 좌표를 검출하여 도형 정보를 입력한다.

## 같이 보기
- 아날로그-디지털 변환회로
- 디지털 오디오
- 레스터 이미지
- 전자 도서관
- 벡터 그래픽스